# Really Red
Really Red est un groupe punk de Houston, au Texas, actif entre 1978 à 1985.

## Biographie

### Line-up et notoriété
Le groupe était composé de John Paul Williams à la basse, du chanteur/parolier Ronnie "U-Ron" Bond, de Bob Weber à la batterie et de Kelly Younger à la guitare. Le groupe a régulièrement opéré des variations de nom, mais il s'agissait des membres originaux et uniques du groupe. Really Red est devenu l'un des groupes punk texans les plus importants et les plus populaires de cette époque et a contribué au lancement de la première scène punk à Houston et au Texas. Really Red a fait plusieurs tournées aux États-Unis et a joué quelques dates au Canada, y compris un bénéfice pour les Squamish Five à Vancouver.

### Influences musicales
Le groupe s'inspire d'esthétiques musicales allant du hardcore-punk, de post-punk, d'art rock, et même parfois de free jazz.

### Concerts engagés
En plus de leurs « concerts payants », ils étaient connus pour faire des concerts de soutien pour des causes aussi diverses que The Nuclear Freeze Campaign, la défense juridique canadienne Squamish Five, la radio KPFT ou même pour une facture vétérinaire pour un chien blessé. Ils ont créé leur propre label indépendant, CIA Records. Really Red a fait de nombreuses tournées avec DOA et Articles of Faith. Ils ont également joué avec de nombreux groupes notables, notamment John Cale, Dead Kennedys, SPK, the Effigies, Red Tide, Bad Brains, Circle Jerks, Stranglers, Dayglo Abortions, 999, Big Boys, The Dicks, MDC ., Negative Approach, les Butthole Surfers, Sado Nation, Die Kreuzen, Personality Crisis, Culturcide, Mr Epp de Mark Arm et aussi les Fastbacks. En de rares occasions, le cinéaste autrichien d'avant-garde Kurt Kren projetait ses films comme toile de fond pour la performance du groupe.

### Sorties discographiques
Ils ont sorti leur premier single en 45 tours, Crowd Control/Corporate Settings en 1979. Parmi leurs nombreuses réalisations, Really Red a été le premier groupe punk texan à faire de nombreuses tournées en dehors du Texas. De plus, ils ont été le premier groupe punk texan à avoir un album complet distribué à l'échelle nationale ; Teaching You the Fear est sorti en 1981. La chanson titre citait les meurtres de trois hommes par des membres du département de police de Houston ; un activiste des Black Panthers : Carl Hampton, un latino : Joe Campos Torres et un homosexuel : Fred Paez. Le deuxième album, Rest in Pain est sorti en 1985 et la plupart des faces deux se sont éloignées du genre punk pour se diriger vers un paysage sonore sombre qui était un hommage à l'album " Parabole of Arable Land " de Red Crayola. Really Red s'est séparé en 1985 après avoir sorti deux albums, deux 45 tours, 2 EP et des morceaux sur diverses compilations.

### Titres dans des compilations
Leur chanson "Prostitution" est apparue sur la compilation Let Them Eat Jellybeans, sortie chez  Alternative Tentacles. La chanson "Nobody Rules" a été incluse sur la compilation Cottage Cheese from the Lips of Death. Cette version était destinée à leur album Rest in Pain mais à cause d'une confusion, elle s'est retrouvée sur "Cottage Cheese" tandis que la version alternative destinée à cette sortie est apparue sur " Rest in Pain ". La chanson " Modern Needs " a été incluse sur la compilation de Rhino Records " Faster and Louder Hardcore Punk Vol 1 ". Leur reprise de "Downtown" de Petula Clark a été incluse sur le 7 pouces 45 de 1996 "Rather See You Dead: Houston Punk 1978-1979" du label Hot Box Review. La chanson " I was a Teenage Fuckup " est apparue sur la bande originale du film American Hardcore . La face A de leur premier single "Crowd Control" a été incluse sur la sortie de l'album bootleg Killed by Death Vol 2 tandis que les deux faces du single étaient légalement incluses sur l'album de compilation Deep in the Throat of Texas. Leur deuxième single face A "Modern Needs" a été inclus sur la sortie de l'album bootleg Killed by Death Vol 4.

### Rééditions
Le LP de 1981 « Teaching You The Fear » a été réédité sur Empty Records en 2004. En 2015 l'intégralité des enregistrements de Really Red a été rééditée, ainsi que des raretés inédites, par le label Alternative Tentacles. Cette sortie se présentait sous la forme d'un coffret de deux CD « Teaching You The Fear: The Complete Collection » et de trois albums vinyle complets (voir ci-dessous).

### Projets parallèles
Pendant des années, en plus d'être le leader de Really Red, le chanteur U-Ron (dans le rôle de Perry Coma) a créé et animé l'émission de radio originale " Funhouse ", sur la station KPFT de Pacifica à Houston.
Le seul membre à avoir continué à faire de la musique est le batteur Bob Weber qui a fait une tournée en Californie avec le célèbre Culturcide puis a rejoint The Anarchitex. Les deux groupes étaient également originaires de Houston, au Texas.
L’année 2020 a été marquée par Teaching You the Fear... Again un album hommage sorti avec la contribution de groupes tels que Sugar Shack, Verbal Abuse, The Hickoids, Mudhoney, Gary Floyd/ Dicks, Jello Biafra, The Bellrays, Darwin's Finches et MDC parmi de nombreux autres groupes notables.

## Membres
Les membres de Really Red apparaissaient parfois sous divers autres noms :
- Ronald "U-Ron" Bond - Voix/paroles
- Kelly Younger - Guitare
- Robert Weber - Batterie
- John Paul Williams - Guitare basse

## Discographie
Le groupe a publié plusieurs œuvres musicales,,,, dont :

### Singles et EP
- Crowd Control/Corporate Settings 7-inch (CIA Records) - 1979
- Modern Needs/White Lies 7-inch (CIA Records) - 1980
- Despise Moral Majority: 4 song Live 7-inch EP (CIA Records) - 1980
- New Strings for Old Puppets 7-inch EP (CIA Records) - 1982

### Albums
- Teaching You the Fear (CIA Records) - 1981 LP
- Rest in Pain (CIA Records) - 1985 LP

### Compilations
- Really Red 1980 - 1984 Compilation (Angry Neighbor) CD

### Rééditions
- Teaching You the Fear (Empty Records) reissue - 2004 LP CD
- Teaching You The Fear: The Complete Collection (Alternative Tentacles) 2015 reissue 1979-1985 2XCD[8]
  - Volume 1: Teaching You The Fear (Alternative Tentacles) 2015 reissue LP
  - Volume 2: Rest In Pain (Alternative Tentacles) 2015 reissue LP
  - Volume 3: New Strings For Old Puppets (Alternative Tentacles) 2015 reissue LP

### Apparitions sur des compilation
- Let Them Eat Jellybeans (Alternative Tentacles) 1981 LP
- Cottage Cheese from the Lips of Death (Ward 9 Records) 1983 LP
- Killed by Death Vol 2 (Redrum Records) Bootleg LP
- Killed by Death Vol 4 (Redrum Records) Bootleg LP
- Rather See You Dead: Houston Punk 1978–1979 (Hot Box Review) 1996
- Deep in the Throat of Texas (Existential Vacuum) LP
- Faster & Louder: Hardcore Punk, Vol. 1 (Rhino Records) 1993 CD
- American Hardcore soundtrack (Rhino Records) 2006 CD